# Metharpinia jonesi
Metharpinia jonesi är en kräftdjursart som först beskrevs av J. L. Barnard 1963.  Metharpinia jonesi ingår i släktet Metharpinia och familjen Phoxocephalidae. Inga underarter finns listade i Catalogue of Life.